# IC 3071
IC 3071 је ознака објекта на координатама са ректансцензијом 12h 15m 31,9s и деклинацијом + 9° 32" 49'. Открио га је Арнолд Швасман, 10. фебруара 1900. Каснијим посматрањима на том положају није уочен никакав астрономски објекат.